# اوکلندز، نیو ساوت ولز
اوکلندز (به انگلیسی: Oaklands) یک شهرک در استرالیا است که در نیو ساوت ولز واقع شده‌است.